# ポール・ギャリコ
ポール・ギャリコ（Paul Gallico、1897年7月26日 - 1976年7月15日）は、アメリカの小説家（イタリア系）。
ニューヨーク生まれ。1919年にコロンビア大学を卒業。彼の作品の多くは映画の原作に使われて、成功を収めてきた。1941年に発表した『スノーグース』もその一つで、これは彼の決定的に重要な作品の一つであり、また小説『ポセイドン・アドベンチャー』もハリウッド映画化されている。

## 生涯
ニューヨーク市生まれ。彼の父親は、イタリア系で、母親はオーストリアからの移民である。両親は、1895年に移民としてニューヨークにやってきた。
ギャリコが初めて名前を知られるようになったのは、1920年代のことで、スポーツライター、スポーツコラムニストとしてであった。彼はニューヨーク・デイリーニュースのスポーツ欄の編集者をしていた。彼のキャリアは、プロボクサー、ジャック・デンプシーとのインタビュー記事で始まった。彼はデンプシーに自分とスパーリングしないかと問い、ヘビー級チャンピオンのパンチがどんなに重いか身をもって体験したことを書いたのである。
彼はその後、ディズィー・ディーンの投げる速球を受けたり、ボビー・ジョーンズとゴルフしたりということを続けた。彼は国民的な人気記者となり、アメリカで最も高給取りのスポーツ記者といわれるようになる。彼は、ゴールデングローブ・アマチュア・ボクシング選手権も始めている。1942年、『ルー・ゲーリッグ ヤンキースの誇り』は映画『打撃王』の原作にされ、スポーツ映画の古典ともいえる。
1930年代の後半、スポーツ記事を断念して、小説に向かい、雑誌向けの短編でまたもや大成功を収めた。多くの作品はサタデー・イブニング・ポストの小説読み物の別誌に掲載された。『スノーグース』を含むその大半の作品は、これらの雑誌向け短編小説を書き足したものである。短編「スノーグース」は、1940年にサタデー・イブニングポストに発表され、1941年オー・ヘンリー賞を受賞した。

## 人物
ギャリコはかつて、ニューヨーク・マガジンに語ったことがある。「私は、薄汚い物書きさ。どうみても、作家って柄じゃない。私は物語を語るのが好きなだけで、私の書いた本はみんなお話を語っているだけだよ。.... もし私が2,000年前に生きてたとしたら、洞窟住居を渡り歩いて、言うんだろうな。『やあ、入っていいか？腹が減っているんだ。食べるものをくれよ。そしたら、代わりに面白い話をしてやるよ。昔々、二匹の猿がいたとさ』といった具合で、彼らに2人の洞窟に住んでたひとの話をしてやるのさ。」

## 代表作
- 『スノーグース（英語版）』：人嫌いの男と少女との間の純情の関係を、傷ついた一羽の鳥を媒介として語る、叙情的な短編。最も有名。
  - 1975年、イギリスのプログレッシブ・ロック・バンドのキャメルが、ギャリコの「スノーグース」を基に、コンセプト・アルバム「白雁（スノー・グース）(Music Inspired by The Snow Goose)」を発表。
- 『ジェニイ』：猫になった主人公が繰り広げるファンタジー。
- 『ポセイドン・アドベンチャー』：1972年にアメリカで映画化された。（映画は日本国内でも公開され広く知られてはいるが、この映画の原作者がギャリコであることを知らない者も多い。）
- 『雪のひとひら』(Snowflake)：雪の発生から消滅までの過程を、人間（女性）の一生になぞられて比喩的に示した短編（中編）。卓抜な比喩が見事で、代表作の一つと見なされる。
- 『幽霊が多すぎる』：ギャリコ作品で珍しい推理小説だが、悪人が出ない点がギャリコらしい。
- 『トンデモネズミ大活躍』：ウサギのような耳、カンガルーのような後足を持ち、尻尾のない陶製のネズミ（つまり、元来生物ではない）「トンデモネズミ」が、突然生を受けたイギリスの田舎町タニゾコドンからマン島を目指す冒険旅行小説（児童文学）。日本語版は岩波書店より1970年7月20日刊行。翻訳は作家・詩人の矢川澄子。原題の「マンクス・マウス」（マン島のネズミ）をあえて「トンデモネズミ」と訳したのは翻訳者の矢川である。（ちなみに、"マンクス・キャット"という猫は実在し、「トンデモネズミ大活躍」にも登場するが、"Manx"を「トンデモ」と訳した関係上、「トンデモネコ」という名前で登場する）。この作品は日本でアニメ化もされた（1979年6月30日、フジテレビ系、製作：日本アニメーション）。
- 『7つの人形の恋物語』：ミュージカル『リリー』の原作。日本を含め世界中で幾度も映像・舞台化されている、屈折した愛情劇。
- 『ハイラム氏の大冒険』（新装版ではハイラム・ホリデーの大冒険と改題）：第二次世界大戦直前、人の良いホリデー氏が思わぬ事件に巻き込まれる。
- 『ハリスおばさんシリーズ』：面倒見のよい掃除婦のハリスおばさんが、パリ、ニューヨーク、モスクワ、果ては国会にまで旋風を巻き起こす（第一作目の「ハリスおばさんパリへ行く」は2022年に「ミセス・ハリス、パリへ行く」のタイトルで〔劇場公開用の映画として〕映画化された [2]）。
- 『猫語の教科書』：人間の家を「乗っ取った」猫が、いかに人間の家に入り込み人間を猫に奉仕させるようにしつけるか、というノウハウを語る。その猫が書いた本、という体裁の作品。

## 邦訳
- 『七つの人形の恋物語』
  - 大島辰雄訳 河出新書、1955
  - 矢川澄子訳 角川文庫、1978
- 『ハリス夫人パリへ行く』亀山竜樹訳 講談社、1967。のち文庫「ハリスおばさんパリへ行く」
  - 『ハリスおばさんに花束を』高松二郎訳 ハヤカワ文庫、1976
  - 『ミセス・ハリス、パリへ行く』亀山竜樹訳 角川文庫、2022
- 『モルモットからきたてがみ』鈴木武樹訳 偕成社、1969
- 『モルモットのびっくり旅行』鈴木武樹訳 偕成社、1969
- 『蝋の手型』リーダーズ・ダイジェスト名著選集、1969
- 『トンデモネズミ大活躍』矢川澄子訳 岩波書店、1970
- 『さすらいのジェニー』矢川澄子訳 学習研究社、1971。のち角川文庫
  - ジェニイ 古沢安二郎訳 新潮社、1972。のち文庫
- 『ポセイドン・アドベンチャー』古沢安二郎訳 早川書房、1973。のち文庫 1977 
  - 『ポセイドン』高津幸枝訳 ハヤカワ文庫 、2006
- 『ハリスおばさんニューヨークへ行く』亀山竜樹訳 少年少女講談社文庫、1975。のち講談社文庫
  - 『ミセス・ハリス、ニューヨークへ行く』亀山竜樹訳 角川文庫、2023
- 『雪のひとひら』矢川澄子訳 新潮社、1975。のち文庫
- 『ハイラム氏の大冒険』高松二郎訳 ハヤカワ文庫、1976
  - ハイラム・ホリデーの大冒険  東江一紀訳 ブッキング、2007
- 『ほんものの魔法使 罪のないお話』矢川澄子訳 大和書房、1976。のちちくま文庫、創元推理文庫
- 『シャボン玉ピストル大騒動』高松二郎訳 早川書房、1977
- 『愛のサーカス』(Love,Let Me Not Hunger) 斎藤数衛訳 早川書房、1978
- 『ハリスおばさん国会へ行く』亀山龍樹訳 少年少女講談社文庫、1978。のち講談社文庫
- 『マチルダ』高松二郎訳 早川書房、1978
  - 『マチルダ ボクシング・カンガルーの冒険』山田蘭訳 創元推理文庫、2000
- 『海底の怒り』信太英男訳 サンリオ、1979
- 『ズー・ギャング』高松二郎訳 早川書房、1979
- 『小さな奇跡』古沢安二郎訳 世界動物文学全集 13 講談社、1979
- 『銀色の白鳥たち』古沢安二郎訳 ハヤカワ文庫、1980
- 「白雁」古沢安二郎 訳 世界動物文学全集 19 講談社、1980 。「白雁物語」偕成社文庫
  - 『スノーグース』矢川澄子訳 王国社、1988。のち新潮文庫
  - スノーグース 片岡しのぶ訳 あすなろ書、,2007
- 『トマシーナ』矢川澄子訳 角川文庫 1980。「まぼろしのトマシーナ」大和書房
  - トマシーナ 山田蘭訳 創元推理文庫、2004
- 『ハリスおばさんモスクワへ行く』亀山竜樹・遠藤みえ子訳 講談社文庫、1982
- 『ゴールデン・ピープル』常盤新平訳 王国社、1987
- 『ザ・ロンリー』矢川澄子,前沢浩子訳 王国社、1992。のち新潮文庫
- 『「きよしこの夜」が生まれた日』矢川澄子訳 大和書房、1994
- 『猫語の教科書』灰島かり訳 筑摩書房 1995。のち文庫
- 『幽霊が多すぎる』山田蘭訳 創元推理文庫、1999
- 『われらが英雄スクラッフィ』山田蘭訳 創元推理文庫、2002
- 『恐怖の審問』早野依子訳 新樹社、2005
- 『セシルの魔法の友だち』野の水生訳 福音館書店、2005
- 『シャボン玉ピストル大騒動』山田蘭訳 創元推理文庫、2013

## 映像化
特記なき場合すべて原作としてのクレジットである。

### テレビ
- ハイラム君乾杯！ (1956)
- トンデモネズミ大活躍 (1979)（アニメーション）

#### テレビ映画
- 生きている墓石 (1969)
- 白い渡り鳥 (1971)
- 小さな奇跡 (1973)
- 激突!!燃える大彗星 (1978)（原案）
- ポセイドン・アドベンチャー (2005)

### 映画
- 結婚の贈物 (1936)
- 打撃王 (1942)
- リリー (1953)
- 僕はツイてる (1958)
- 私刑（リンチ）街 (1959)
- トマシーナの三つの生命 (1963)
- ポセイドン・アドベンチャー (1972)
- マチルダ (1978)
- ポセイドン・アドベンチャー2 (1979)
- ポセイドン (2006)
- ミセス・ハリス、パリへ行く (2022)